# JR北海道キハ150形気動車
キハ150形気動車（キハ150がたきどうしゃ）は、北海道旅客鉄道（JR北海道）が1993年（平成5年）から運用する一般形気動車である。

## 概要
積雪急勾配線区における単行（1両）運転を考慮して開発された、高出力機関装備の両運転台式気動車である。
JR北海道が国鉄分割民営化の際に継承した、地方ローカル線用の車両のうち、キハ22形・キハ56系などは経年30年を超えていた。また、キハ22形・キハ40形は単行運転可能なものの出力不足のため、冬季積雪時の排雪運転では閑散線区においても2両編成が必須となるなどの問題があった。
これらを解決するために開発された一般形気動車が本形式である。高出力機関を搭載して動力性能を向上し、北海道の一般形気動車で初めて冷房装置を搭載する（0番台のみ）など接客設備の改善もなされたほか、ワンマン運転設備の搭載、JR東日本キハ110系をベースとした車体構造、バス用汎用部品の採用など製造コスト削減も考慮された。

本形式は1995年までに27両が富士重工業で製造された。製造当初は旭川運転所・苫小牧運転所・苗穂運転所の各所に配置され、主に富良野線・室蘭本線苫小牧駅 - 長万部駅間・函館本線小樽駅 - 長万部駅間の地域輸送に使用された。2020年代からはH100形の導入に伴い、他の線区に活躍の場を移している。

## 構造
車体は普通鋼製で、全長は20m級、客用扉は片開き式のものを片側2か所に設ける。車体の前後に運転台をもつ両運転台式で、1両単位での運用が可能である。前部標識灯は正面上部の左右および正面中位の左右に4灯を装備する。これは冬季の降雪時に視界を確保するためで、後部標識灯は正面上位、貫通扉の真上に配置する。警笛は電子式と空気式を併用する。外部塗色はJR北海道の一般形気動車標準の配色で、白色の車体全周にスカイブルーと萌黄色の帯を配するが、一部の車両は配色が異なる。
座席は客用扉の隣接部をロングシートとしたセミクロスシートで、クロスシート部は1+2列の配置である。
0番台では冷房装置を搭載する。冷房装置は走行機関直結式のN-AU150 (20,600kcal/h)で、室内機が屋根上に取り付けられている。また強制換気装置としてクロスフローファンが屋根上に4台設置されている。
循環式汚物処理装置付のトイレを出入口付近に設け、隣接して車椅子スペースを備えるが、トイレはバリアフリー非対応の和式トイレである。運賃箱など、ワンマン運転用の各種設備も製造当初より装備する。2015年ごろにキハ150-17の側面の行き先表示が試験的に幕式からLED式になっていた。
従来の北海道向け車両では客室と出入台との間に仕切り扉を設けていたが、本形式ではこれに代わる寒冷対策として、座席の客用扉隣接部に樹脂製の袖仕切りを設け、客用扉は押ボタン式の半自動ドアとして、開放時間を最小限にできるようにしている。他の酷寒地対応として、機関始動および暖房用の機関予熱器（容量30000kcal/h）を装備するほか、燃料タンクは500Lを2個装備として大容量化している。
駆動機関はコマツ製の過給器・吸気冷却器付の直噴式ディーゼル機関N-KDMF15HZ形（SA6D140-H・定格出力450ps/2000rpm・最大トルク173kgm/1400rpm 水平直列6気筒・総排気量15240cc）を1基装備する。450psの定格出力はキハ40形 (DMF15HSA・220ps) の2倍強、2台機関搭載のキハ56形（DMH17H・180ps×2）をも上回る。液体変速機は湿式多板クラッチによる変速1段・直結2段式のN-DW14C形で、コンバータブレーキの機能をもち、下り勾配での抑速装置として機関本体の機関ブレーキと併用できる。
台車は空気ばね付のボルスタレス台車 N-DT150形（動台車）/N-TR150形（付随台車）で、牽引力確保のため2軸駆動としている。軸箱支持機構は積層ゴムを用い、車輪踏面片押し式の基礎ブレーキ装置を備える。空気ブレーキはキハ40形などと共通の3圧式制御弁をもつCLE方式（応荷重装置付電磁自動空気ブレーキ）である。
これらの駆動系改良により、最高速度110km/hでの走行が可能である。一方で、放熱器・燃料タンクなどの補機類にはバス用などの自動車用部品・汎用部品を用い、製造コスト削減を図っている。

本形式はキハ40形などの従来形式とブレーキシステムの互換性があり、混結しての運用も可能である。車両間を電気的に接続するジャンパ栓は正面の片側にのみ設けられ（片渡り）、本形式同士を連結する際は、必ず各車の向きを同一方向に揃える必要がある。

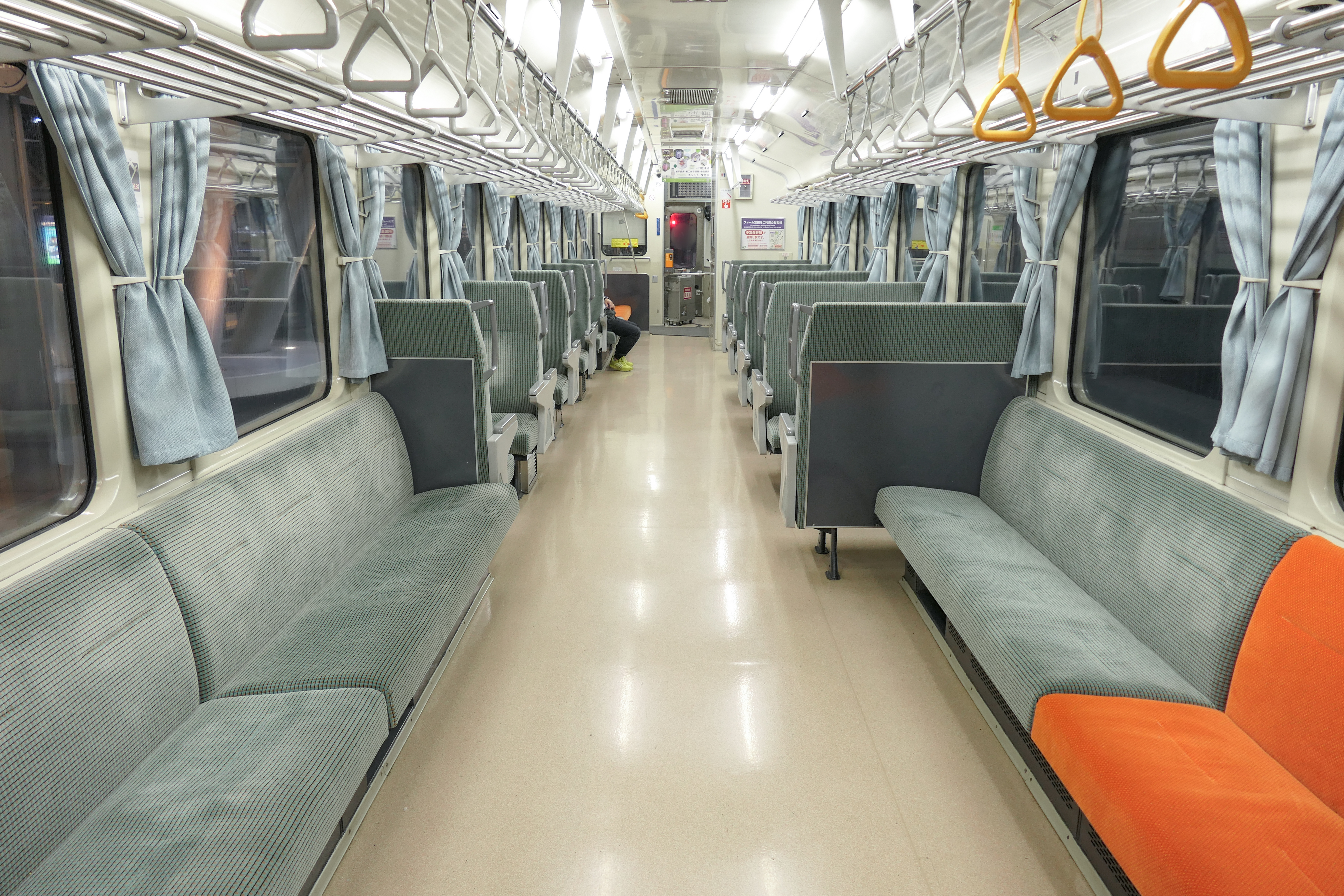
車内（キハ150-12）
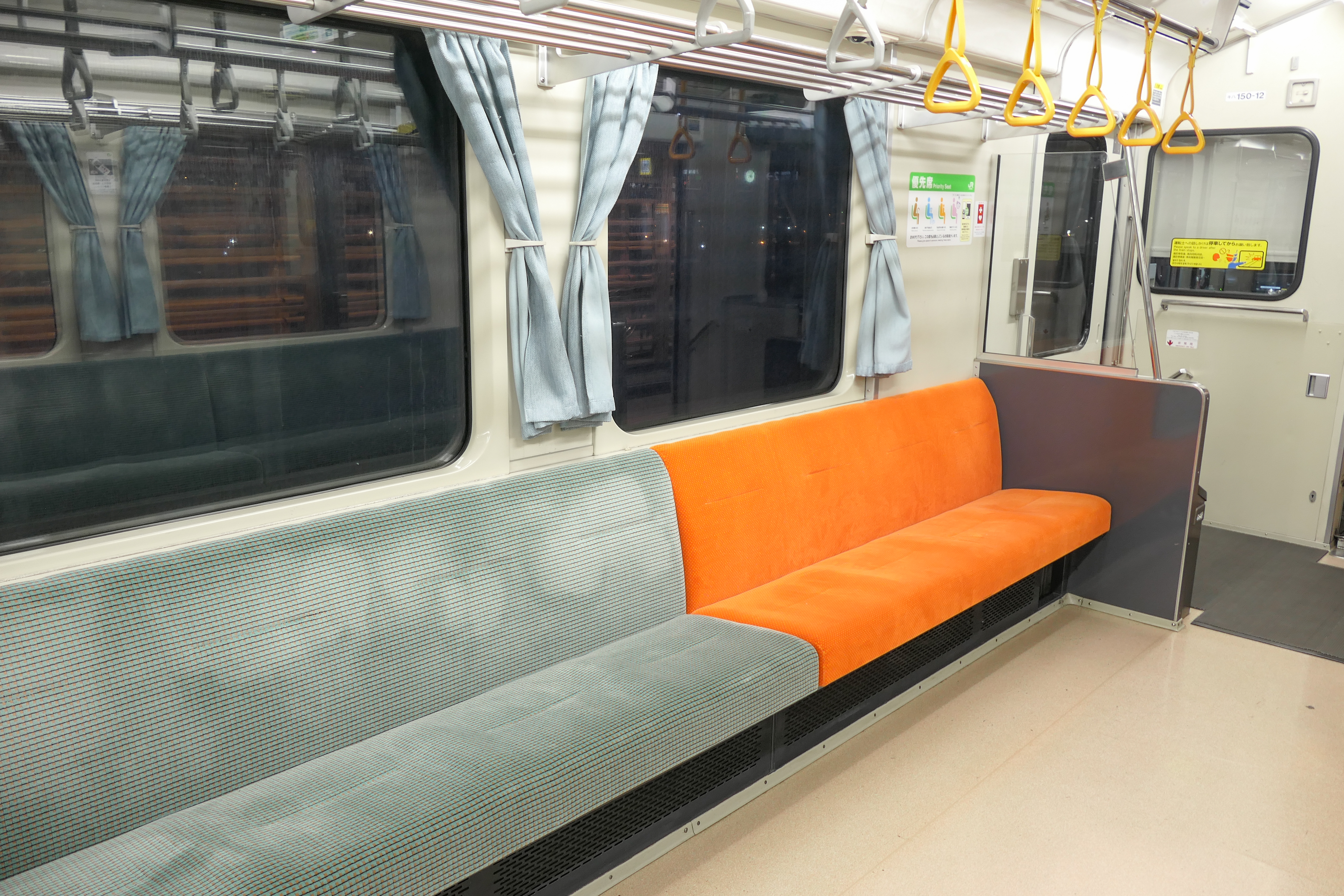
ロングシートと優先席（キハ150-12）
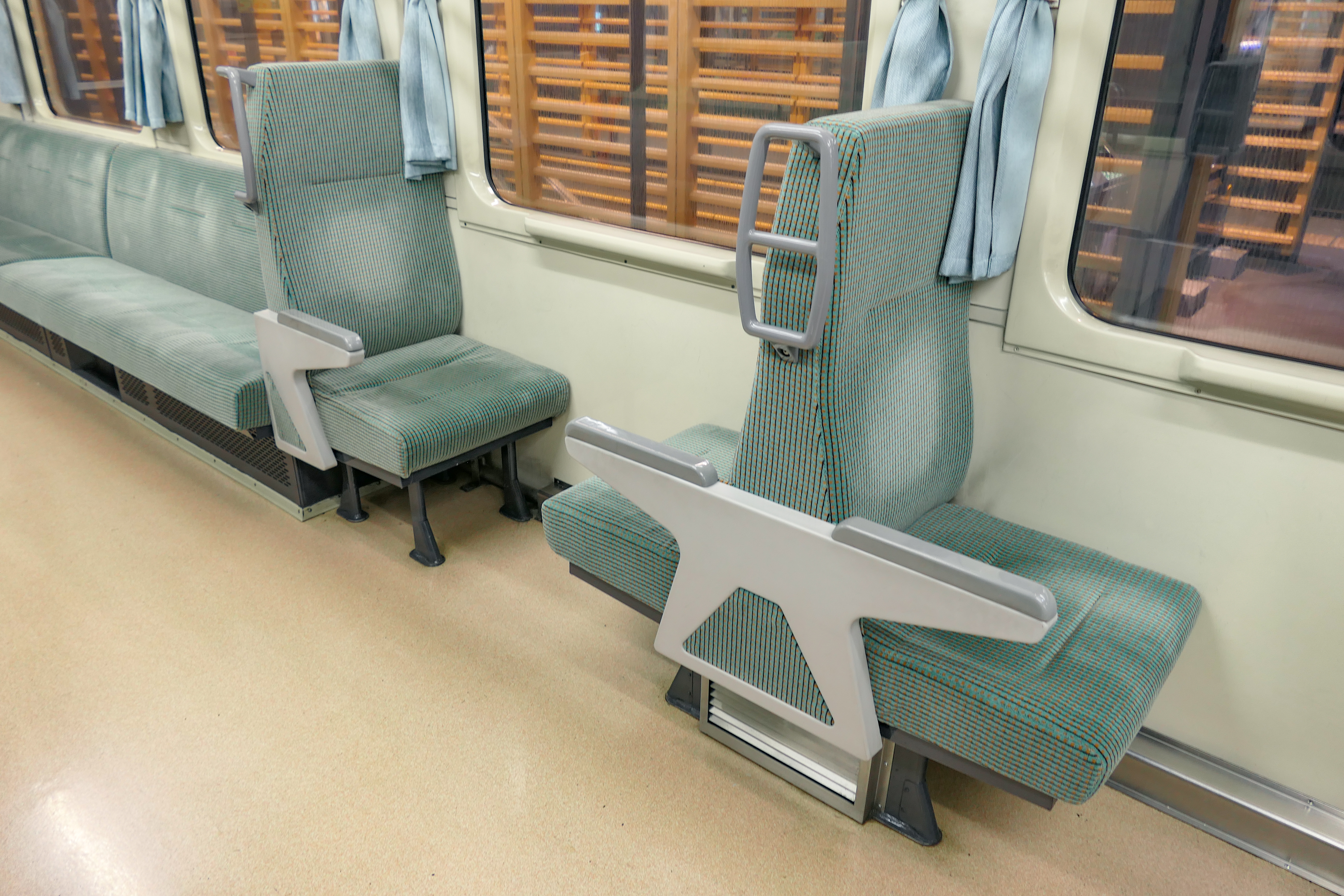
1列クロスシート（キハ150-12）
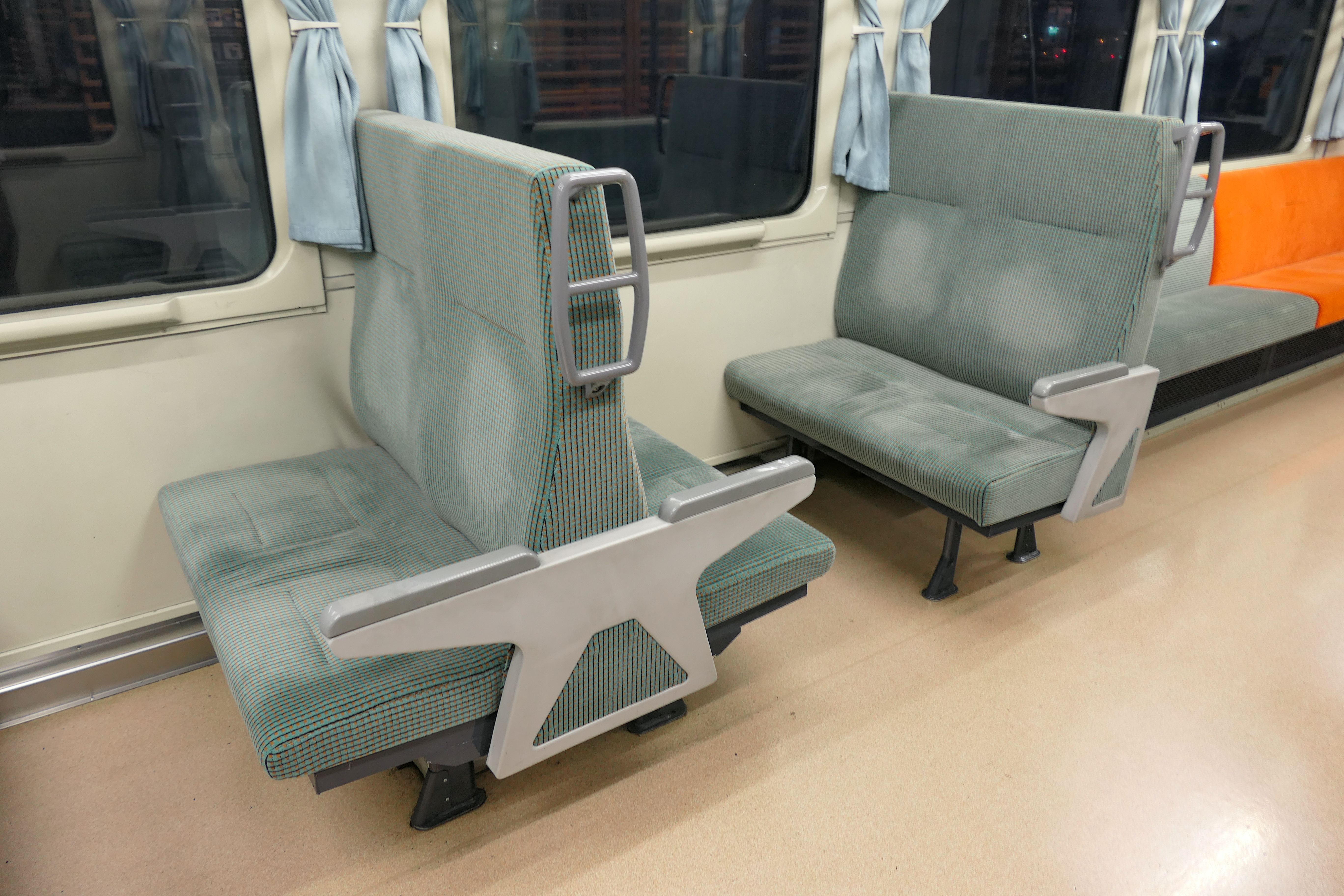
2列クロスシート（キハ150-12）
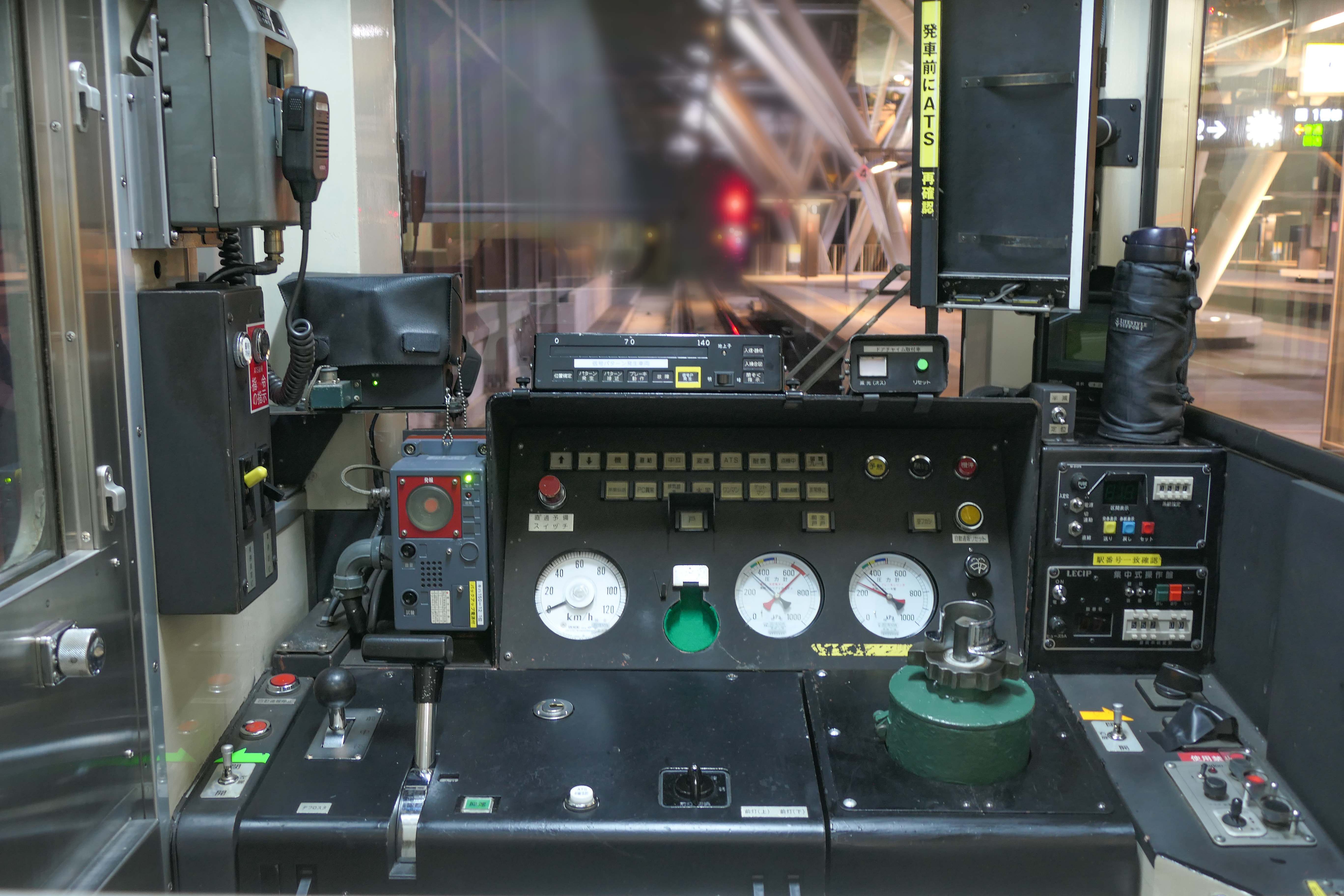
運転台（キハ150-12）
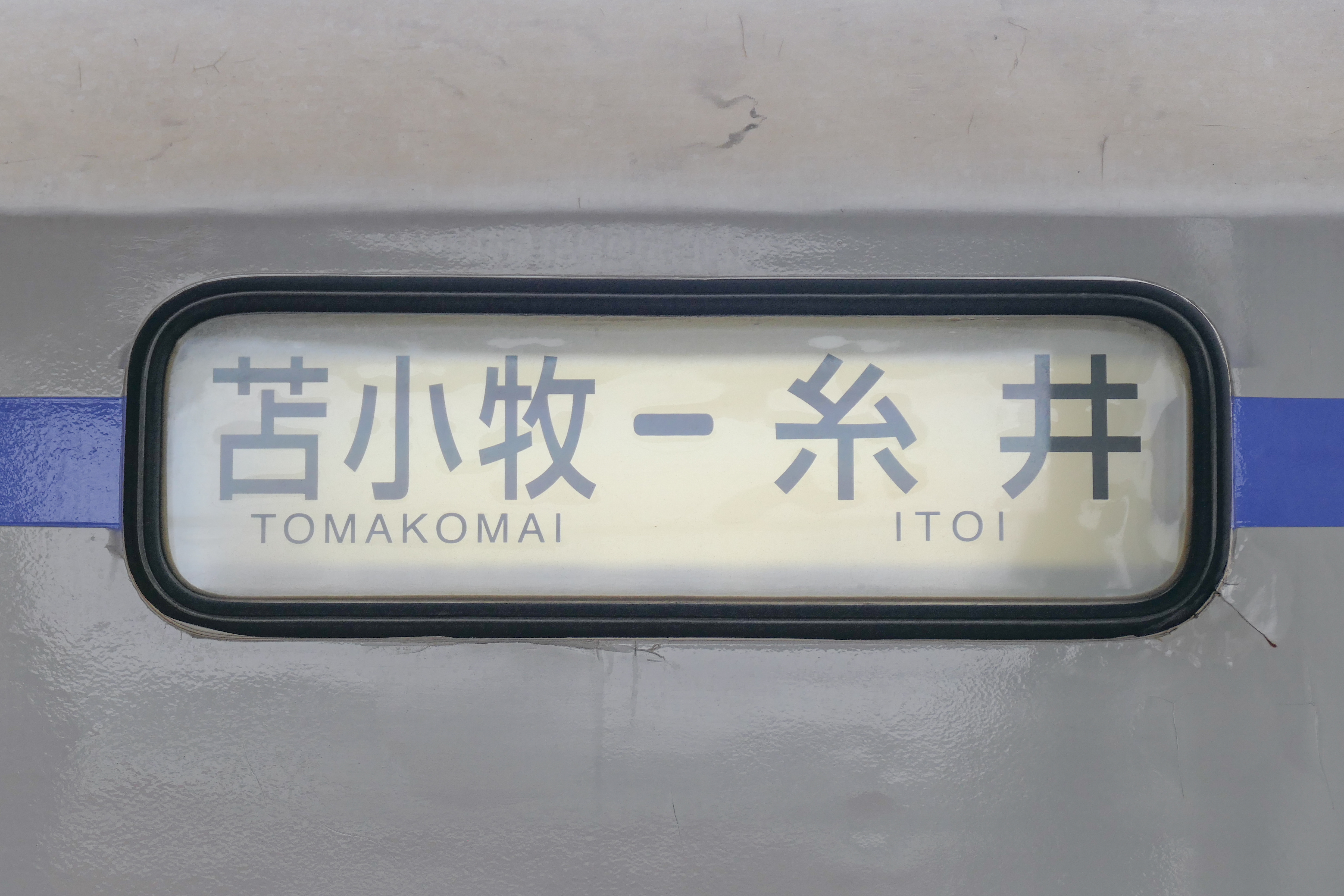
側面行先表示器（キハ150-109）

## 形態区分
- 基本番台 (1 - 17)

1993年（平成5年）に10両、1995年（平成7年）に7両が製造された。
客室窓は大型の固定窓で、冷房装置を搭載する。定員は117名で、自重は33.3tである。
側面帯と客用扉の配色は配置箇所によって異なり、旭川運転所・函館運輸所の車両はラベンダーをイメージしたライトパープル、元苗穂運転所の車両はスカイブルー+萌黄色である。
- 100番台 (101 - 110)

1993年（平成5年）に10両が製造された。定員は115名、自重は33.1tである。
冷房装置は装備せず、客室天井にはクールファンを設ける。客室窓は小窓に変更され、上半分を内傾式で開閉可能な機構とした。このため車体構造の設計を変更し、外壁厚さを増したため定員が減少している。

## 運用・現況
2024年3月16日時点で、基本番台は旭川運転所と函館運輸所に配置。100番台は全車が苫小牧運転所に配置。それぞれ以下の区間で使用されている。

### 基本番台

#### 旭川運転所
現行の定期運用（2024年3月16日時点）
以下の他、宗谷本線では旭川 - 北旭川（旭川運転所）間の回送列車のみ運転される。
- 函館本線（滝川 - 旭川間）
2020年3月14日ダイヤ改正で苗穂運転所所属だった本系列が転属したことにより、留萌本線直通としてたびたび運用されるようになった。
- 留萌本線
一時運用されていなかったが、2017年頃からたびたび運用されるようになった。

過去の使用線区
- 宗谷本線（旭川 - 永山 - 比布間）
導入当初は使用されていたが、その後根室本線での運用が開始されたこともあり、2008年時点では運用されていなかった。
- 石北本線
1994年頃まで、臨時快速「ホリデーきたみ」（旭川 - 北見間、土曜・休日のみ）でも使用されていた。
旭川 - 上川間では導入当初は使用されていたが、その後根室本線での運用が開始されたこともあり、2008年時点では運用されていなかった。
一時運用されていなかったが、2020年3月24日に特別快速「きたみ」の定期運用として北見駅まで入線するなど、再び運用が開始された。
2024年3月16日からH100形が同区間で運用開始したことにより、前日をもって定期運用を終了した。
- 留萌本線（深川 - 留萌 - 増毛間）
キハ54形の車両改造に伴って一時的に運用された。そのため、函館本線の深川 - 旭川間でも留萌本線への送り込み列車として運転されていた。
- 根室本線（富良野 - 帯広間）
2016年の台風10号による不通前までは、快速「狩勝」として富良野線からの直通運用が1往復運転されていた。
- 富良野線
2023年3月18日からH100形が同区間で運用開始したことにより、運用を終了した。

#### 函館運輸所
現行の定期運用（2025年3月15日時点）
H100形に置き換えられた旭川運転所所属車が転属したことにより、2024年3月16日ダイヤ改正から徐々に函館地区で運用されるようになり、2025年3月15日ダイヤ改正で全便がキハ150形での運用に統一された。
- 函館本線（函館 ‐ 長万部間）

#### 苗穂運転所
2021年4月1日までに0番台の全車両が旭川運転所へ転属し、配置がなくなった。
過去の定期運用
- 函館本線（長万部 - 札幌間）
H100形の投入に伴い、2020年3月13日をもって定期運用を終了。

### 100番台

#### 苫小牧運転所所属車
現行の定期運用（2025年3月15日時点）
いずれも2019年3月16日ダイヤ改正から定期運用されている。
- 室蘭本線（糸井- 岩見沢間）
- 函館本線（岩見沢 - 滝川間）

過去の定期運用
- 函館本線（長万部 - 札幌間）
H100形の導入に伴い、2020年3月12日をもって定期運用を終了。
100番台の函館本線（長万部 - 小樽間）での使用は冬季のみ、同区間で通常使用されるキハ40形の代替として使用されていたが、2018年3月17日ダイヤ改正から2020年3月13日ダイヤ改正（H100形運用開始）までは、冬季関係なく0番台と一緒に使用されていた。
- 室蘭本線（長万部 - 糸井間、室蘭 - 東室蘭間）
H100形の導入に伴い、2021年3月13日をもって定期運用を終了。
- 千歳線（南千歳駅 - 千歳間）
- 石勝線（南千歳 - 新夕張間）
H100形の導入に伴い、2025年3月14日をもって定期運用を終了。

## その他
キハ201系気動車への空気ばねを用いた強制車体傾斜装置採用に際し、試験車として本形式が使用された。

### トラブル
2024年（令和6年）7月13日、大沼駅停車中の普通列車にて、ホームと反対側の扉が部分的に開くトラブルが発生した。本形式のうち16両が緊急点検を行うこととなり、トラブル当日と翌日に充当予定であった普通列車17本が運休した。

## 車歴表
- 製造…富士重：富士重工業
- 配置…旭川：旭川運転所、苫小牧：苫小牧運転所、苗穂所：苗穂運転所、函館：函館運輸所

### 0番台
※キハ150 - 1～10,13～15 はラベンダー塗装（それ以外の車両は標準塗装）

## 改造歴
- 改造所…旭川：旭川運転所、釧路：釧路運輸車両所、苫小牧：苫小牧運転所、苗穂工：苗穂工場